# Marciano Gómez Gómez
Marciano Gómez Gómez (Conca, 1959) és un metge, empresari i polític valencià d'origen castellanomanxec, actual conseller de Sanitat de la Generalitat Valenciana al Consell presidit per Carlos Mazón.
Llicenciat en Medicina i Cirurgia, és especialista en Medicina Familiar i Comunitària, així com especialista Universitari en Acreditació de Centres i Serveis Sanitaris, a més de Màster en Direcció i Organització d'Hospitals i Serveis de Salut, en Gestió per a la Humanització de la Sanitat i en Hospitalització Domiciliària.
Marciano Gómez va treballar com a interí a l'hospital La Fe de Campanar (València) fins que l'any 1995 el president de la Generalitat Eduardo Zaplana (Partit Popular), amb Joaquín Farnós com a conseller de Sanitat, el nomena Director General d'Assistència Especialitzada. Va passar per diverses direccions generals de la conselleria fins que l'any 2000 arriba a Secretari Autonòmic de l'Agència Valenciana de Salut amb Serafín Castellano al capdavant del departament gestionant diverses qüestions com el procés de privatització del departament sanitari d'Alzira, el cas d'Hepatitis C o diverses vagues sindicals.
Deixa la conselleria i es reincorpora a la seua feina mèdica l'any 2004 i poc després aconsegueix la seua plaça como a funcionari públic a l'Hospital La Fe. També després del seu pas per la conselleria va constituir una empresa consultora que anys després es va vore implicada en les investigacions judicials del cas Osvaldos, una trama de corrupció suposadament liderada per Sergio Blasco, exgerente de l'Hospital Provincial de València i nebot del exconseller del Partit Popular (PP) Rafael Blasco condemnat pel desviament dels fons de la cooperació valenciana, que es va fer amb 35 milions d'euros en adjudicacions públiques.
El 2023, després de la victòria del PP a les eleccions a les Corts Valencianes de 2023, el president Carlos Mazón tria a Gómez màxim responsable del departament de Sanitat de la Generalitat que en les anteriors legislatures, amb governs d'esquerra, havia iniciat un procés de reversió al sistema públic de diversos departament sanitaris de València.